# What’s New?
«What’s New?» (с англ. — «Что нового?») — популярная песня 1939 года, написанная Бобом Хаггартом на слова Джонни Берка. Первоначально это была инструментальная мелодия под названием «I’m Free», написанная Хаггартом в 1938 году, когда Хаггарт был участником оркестра Боба Кросби. Мелодия была написана с соло на трубе, призванным продемонстрировать таланты товарища по группе Билли Баттерфилда. Оркестр Кросби записал «I’m Free» в тот же день, когда она была написана.
В следующем году музыкальные издатели наняли Джонни Берка написать текст для мелодии. Рассказ Берка о песне уникален, поскольку использует одну из сторон непринужденного разговора между бывшими любовниками. Таким образом, песня была переименована, используя первую строчку песни «Что нового?». Песня была записана с новым названием в 1939 году Бобом Кросби и его оркестром с вокалистом Тедди Грейсом. Песня достигла 10-й строчки в чарте.
Бинг Кросби записал песню 30 июня 1939 года с Джоном Скоттом Троттером и его оркестром и это была самая популярная запись песни, достигшая 2-й строчки за 10 недель пребывания в чартах. Другие популярные записи «What’s New» 1939 года включают Хэла Кемпа и его оркестр с вокалисткой Нэн Винн, который достиг 11-го места, Бенни Гудмана и его оркестра с вокалисткой Луизой Тобин, который достиг 7-го места. Декстер Гордон регулярно исполнял эту песню в 1950-х и 1960-х годах.
«What’s New» был заглавным треком трижды платинового альбома Линды Ронстадт 1983 года, одной из трёх записей, которые она выпустила при поддержке оркестра Нельсона Риддла. Версия песни Линды, выпущенная в качестве первого сингла с альбома, попала в топ-40 чарта Cash Box Top 100 и достигла 53-й строчки в Billboard Hot 100. Гораздо большего успеха он добился на радио Adult Contemporary, где провел несколько недель в пятерке лучших.
«I’m Free» снова была «переработана» в 1990-х годах, на этот раз Кэтрин О’Брайен, которая также предоставила текст к мелодии Хаггарта «My Inspiration». Версия О’Брайен, опубликованная в 1996 году, сохраняет первоначальное название.

## Прочие исполнения
- Луи Армстронг — Louis Armstrong Meets Oscar Peterson (1957)
- Джон Колтрейн —  Ballads (1963)[6]
- Ларри Корьелл — Cedars of Avalon (2002)[7]
- Элла Фитцджеральд — Like Someone in Love (1957)
- Декстер Гордон — Our Man in Amsterdam (1969)[6]
- Билли Холидей — Velvet Mood (1956)[6]
- Хелен Меррилл — Helen Merrill (1955)[6]
- Фрэнк Синатра — Frank Sinatra Sings for Only the Lonely (1958)
- Ахмад Джамал — At the Pershing: But Not for Me (1958)